# 丹尼·傑克森
丹尼·林恩·傑克森（英語：Danny Lynn Jackson，1962年1月5日—）是美國前職業棒球投手，曾在美國職棒大聯盟出賽15個球季（1983年 – 1997年），先後效力堪薩斯皇家隊、辛辛那提紅人隊、芝加哥小熊隊、匹茲堡海盜隊、費城費城人隊、聖路易紅雀隊及聖地牙哥教士隊。
作為1985年皇家隊奪得世界大賽冠軍的重要人物，傑克森曾在當年美聯冠軍賽裡擔任皇家隊史上最重要的一場先發。在面對藍鳥隊以一勝三敗落後的頹勢下，傑克森投出了一場完投完封，助隊保有一線生機。兩星期後的世界大賽，皇家隊又面臨一勝三敗的劣勢，傑克森再次於第五戰掛帥先發，從聖路易紅雀隊手中取得重要的一勝。他在該戰第七局投出世界大賽史上（截至2020年為止）唯一一次的完美一局（面對的打者是泰瑞·潘鐸頓、湯姆·涅托、布萊恩·哈波）。傑克森在皇家隊留下了季後賽防禦率1.04的佳績，是隊史最低的紀錄（至少投過十局以上）。然而在經歷了失望的1986年及1987年兩個球季後，傑克森被交易到辛辛那提紅人隊，後來成為紅人隊奪得世界大賽冠軍的重要拼圖。
傑克森在1988年及1994年兩度被選為國聯全明星賽成員。1988年他以23勝的戰績並列該年度的勝投王，與奪得18勝的隊友湯姆·布朗寧成為該季最強的投手雙人組。由於傑克森在1988年傑出的球季所取得的勝投王係與道奇隊的奧勒爾·赫西瑟並列，從而使其取得之佳績被大大忽略。
綜觀傑克森的職業生涯，他總共出賽了三次世界大賽，每次分別代表不同球隊出賽：包含1985年堪薩斯皇家隊、1990年辛辛那提紅人隊、1993年費城費城人隊。傑克森只有上場救援29次（先發324次），但他還是在1986年7月12日面對底特律老虎隊時奪得生涯唯一一場救援成功，那場傑克森拿下最後一個出局數，率領皇家隊以7比4取勝。而那場的先發投手是查利·萊布蘭。

## 外部連結
- 球員資訊和成績在Retrosheet ，Baseball Reference ，Baseball Reference (Minors) ，Fangraphs （英文）